# Simila
Simila – wieś w Rumunii, w okręgu Vaslui, w gminie Zorleni. W 2011 roku liczyła 1137 mieszkańców.